# Maya (série)

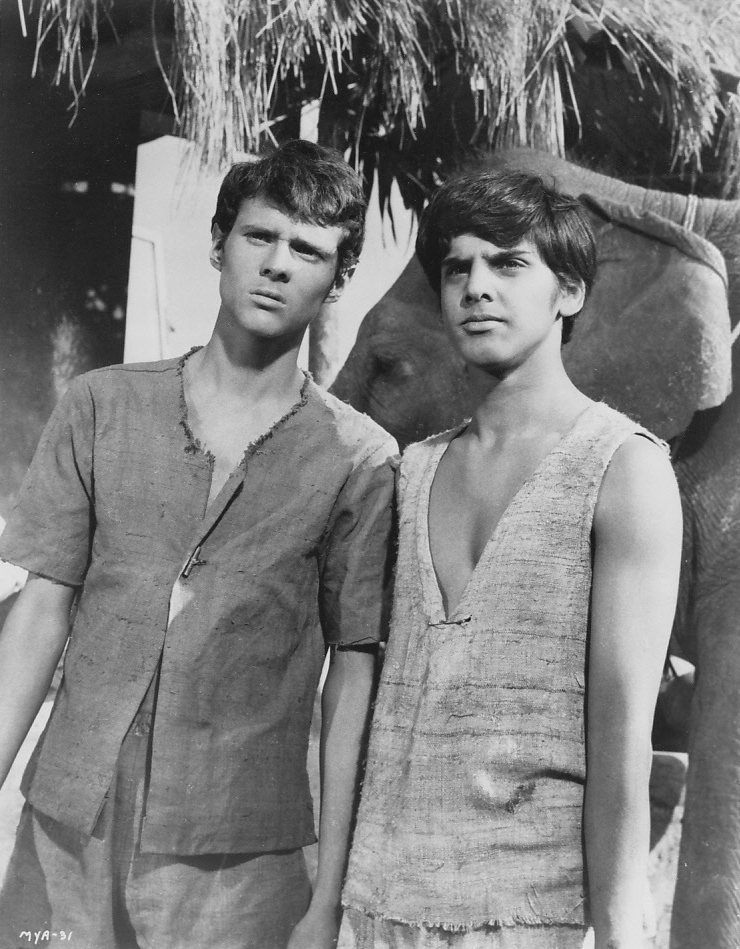
Foto de publicidade

Maya é uma série de tv, com duração de uma hora, que foi ao ar pela rede americana NBC a partir de 16 de setembro de 1967, com duração até 10 de fevereiro de 1968. Foi exibida no Brasil no final da década de 1960.

## História e produção
Rodada em uma área de selva na Índia, a série foi produzida por Frank King. Ela conta a história de um garoto americano que procura seu pai, um grande caçador. Maya é uma elefanta que deu nome a série e participa de todas as aventuras ao lado dos meninos
Raji e Terry Bowen.
Esta série teve produzida 18 episódios, foi precedida por um filme de mesmo nome em 1966, também com estes atores.
Em 19 de agosto de 2014, Warner Bros. lançou a série completa em DVD na Região 1 pela primeira vez através de sua Warner Archive Collection. Esta é uma versão de produção sob demanda (MOD).

## Elenco

### Protagonistas
- Jay North como Terry Bowen
- Sajid Khan como Raji, um rapaz indiano

### Elenco Indiano
- Iftekhar
- Prem Nath
- I.S Johar